# Löttorp
Löttorp is een plaats in de gemeente Borgholm in het landschap en eiland Öland en de provincie Kalmar län in Zweden. De plaats heeft 455 inwoners (2005) en een oppervlakte van 128 hectare.
Het dorp vormt het voorzieningencentrum van noordelijk Öland, mede omdat dit gebied op meer dan 40 kilometer van de hoofdplaats Borgholm is gelegen. Löttorp is vastgegroeid aan het kerkdorp Högby, dat gelegen is aan de Zweedse weg 136.
In Löttorp zijn diverse faciliteiten voorhanden, waaronder:
- een school (tot 16 jaar)
- bibliotheek
- zwembad
- diverse winkels
- medisch centrum met onder andere huisarts, tandarts, fysiotherapeut
- bankkantoor
- servicepunt van de gemeente Borgholm

Externe links
- website Löttorp (Zweeds)

Åkerby-Lopperstad · Alböke · Äleklinta · Arbelunda · Askelunda · Åstad · Binnerbäck · Björkviken · Bläsinge · Borgehage · Borgholm · Bredsättra · Byrum · Byxelkrok · Bägby · Böda · Dalby · Djupvik · Djurstad · Dödevi · Egby · Enerum · Fagerum · Furuhäll-Blårör-Solbergamarken · Föra · Gillberga · Grankulla · Grankullavik · Greby · Greda · Gunnarslund · Gärdslösa · Hagby · Hagelstad · Hallnäs · Halltorp · Horn · Hässelby · Högenäs · Högsrum · Hörlösa · Ingelstad · Istad · Kalleguta · Kolstad · Kvarnstad · Källa · Källingemöre · Kårehamn · Köpingsvik · Lerkaka · Lilla Horn · Lindby · Lofta · Långlöt · Långöre · Löt · Löttorp · Marsjö · Mellböda och del av Böda · Melösa · Mörby · Nabbelund · Öjkroken · Ölands Bäck · Persnäs · Ramsättra · Runsten-Bjärby · Rälla · Rälla tall · Räpplinge · Sandby · Sandvik · Spjutterum · Stacketorp · Stenninge · Stora Rör · Störlinge · Sättra · Södvik · Sörby · Tjusby · Uggletorp · Vannborga · Vedborm · Vedby · Vedby